# 孔闻籍
孔闻籍（？—1634年12月22日），字知史，又字义绳，号碧宿，一说字载寰，山东曲阜人，孔子六十二代孙，孔道辅十八代孙，属防西户。明末政治人物。

## 生平
孔闻籍十四岁的时候补充为四氏学学生，生性孝友，幼年时父亲去世，在居丧期间十分悲痛。除丧服后，孔闻籍每到朔日都要悬挂父亲的画像，痛苦流泪，跪着奉上酒食。曲阜知县出缺的时候，按惯例应当选派孔氏子弟中贤能有文辞的授予此官。孔闻籍被选为第一，他的哥哥孔闻简排第二。孔闻籍认为弟弟不能排在哥哥之前，坚决请求把官职让给哥哥。这年，孔闻籍考中举人，天启五年（1625年）又考中进士，授官为行人。
崇祯二年（1629年），琉球國尚豐王遣使請封。按照惯例应派给事中和行人各一人充当琉球册封使，正使已定杜三策，副使则在萧士玮和孔闻籍中挑选，可是两人互相推诿，互骂至司正楊掄门前，楊掄忍受不了愤怒，于是自请担任副使。崇祯帝便下诏升楊掄为京官，萧士玮降三级并调外任，孔闻籍不准参与考选，调任南京礼部郎中。
孔闻籍后出任西宁道副使，崇祯七年（1634年）又转任商洛参议。孔闻籍从西宁道行至到陇西时，听说少数民族入侵，急忙返回，派遣将士御敌，斩获百余人，朝廷于是下诏让孔闻籍留守西宁。没多久，太监中军张仲礼去镇海堡买马，得知商人马安邦有好马，就下令参将白文礼强行买走，且付钱不足。马安邦大怒，活捉白文礼送到黄台吉那里，请他出兵进犯西宁。孔闻籍派遣将士出战，结果大败，有监生打开城门投降。崇祯七年十一月乙卯（1634年12月22日），孔闻籍对妻子朱氏说：“我是至圣的后裔，担任朝廷命官，理所应当与此城共存亡。你怎么办？”朱氏说：“我也是朝廷命妇，又是宗室女子，一定不会让您蒙受羞辱。”孔闻籍便焚烧官署，朱氏与两个女儿以及儿媳颜氏投入火中。孔闻籍看到家人焚烧结束，仰天大呼，投入火中自杀。黄台吉听说孔闻籍的死状后，有所悔悟，叫来马安邦并把他杀了。朝廷得知孔闻籍之事，于崇祯九年（1636年）六月追赠他为光禄寺少卿。

## 家族
有五子，孔贞搢、孔贞抃、孔贞揽、孔贞持、孔贞播。